# Tríptico de Módena
El Tríptico de Módena es una obra atribuida a Doménikos Theotocópuli—el Greco— realizada hacia 1567-1568. Se encuentra en la Galería Estense, en Módena. Consta de tres paneles, pintados cada uno por las dos caras, por lo que representa seis escenas independientes. Por ello, si bien habitualmente se considera un tríptico, en ocasiones se describe como un políptico.

## Introducción
Realizada con toda probabilidad muy poco antes de su marcha a Venecia entre 1567 y 1568, esta obra marca un punto de inflexión entre sus primeras obras —que seguían la tradición de los iconos bizantinos— y su contacto con el arte occidental a través de algunos lienzos de las iglesias católicas de Candía y, sobre todo, de las estampas y grabados que llegaban a Creta, reproduciendo esquemas figurativos italianos.
Según Fernando Marías, esta obra ya fue realizada en Venecia, en 1569 o poco después. Este autor apoya la datación en la Vista del Monte Sinaí representada en este tríptico, que cree inspirada en un grabado de Luca Bertelli y Giovanni Battista Fontana (1524-1587), fechado en 1569.
Si en el arte bizantino los fondos se decoraban con pan de oro, el Greco aprendió de la pintura veneciana el uso de la perspectiva renacentista, al tiempo que pasó gradualmente de la pintura al temple a la elaborada al óleo, y de la tabla al lienzo como soporte. También adquirió de la escuela veneciana su intenso cromatismo y el uso de la luz como elemento a la vez pictórico y estético.

## Análisis de la obra
- Pintura al temple sobre tabla, en un tríptico de tres paneles pintados a ambos lados; El panel central mide 37 x 23,8 cm, y los paneles laterales 24 x 18 cm cada uno.
- Firmado con letras mayúsculas griegas, de color negro, en el panel central de la parte posterior: ΧΕΙΡ  ΔΟΜΗΝΙΚΟΥ (De la mano de Doménikos).
- Obra auténtica según la mayoría de historiadores del arte, como Pallucchini, Mayer, Camón Aznar[6]o Fernando Marías. De dudosa atribución, según Harold Wethey, [7]
- Consta con la referencia X-154 en el catálogo razonado de Weyhey, y con el n º. 5 en el de Tiziana Frati.

Los tres paneles están unidos por goznes. El panel central está rodeada de un marco dorado, y es más alto que los laterales, que tienen forma rectangular rematada por un semicírculo. Ya que el tríptico está pintado tanto por la parte frontal como la trasera, contiene seis escenas: en el frontal, la Alegoría del caballero cristiano en el centro, la Adoración de los pastores a la izquierda y el Bautismo de Jesús a la derecha. En la parte posterior, la Vista del Monte Sinaí en el centro, la Anunciación a la izquierda y el El Padre Eterno con Adán y Eva a la derecha.
La Alegoría del caballero cristiano se interpreta a veces como Cristo corona a un santo, que algunos expertos identifican con Teodoro Stratelates. Junto a sus figuras se encuentran las tres virtudes teologales (Fe, Esperanza y Caridad), además de ángeles con los símbolos de la Pasión y, en la parte inferior, el Juicio Final.
En esta obra, el Greco usó el oro en la imprimación y no como fondo, como era habitual en el arte bizantino. Sobre esa capa aplicó los colores al estilo veneciano, con una especial refulgencia debida al uso enfático de la luz .

## Importancia de la obra
Este tríptico ha sido definido como un puzle, casi como la obra de un plagiario. Un grupo de ángeles de la Anunciación procede de un grabado de Giovanni Jacopo Caraglio, y la Adoración de los pastores es una ingeniosa combinación de tres estampas. La Vista del monte Sinaí procede de una estampa que era vendida a los peregrinos que acudían al Monasterio de Santa Catalina del Monte Sinaí, mientras que la Alegoría del caballero cristiano es una combinación de tres grabados, donde la boca del infierno procede de La pequeña Pasión, de Alberto Durero. Pero el Greco supo aprovechar esos materiales dispersos, sustituyéndolos, integrándolos, reordenándolos e incluso mejorándolos. Aunque hay bastantes errores de composición, en esta obra está la semilla de algunas de sus obras posteriores.
Es innegable el parentesco entre la Anunciación del tríptico y las siguientes La Anunciación (etapa italiana) y La Anunciación (Museo del Prado). La Vista del monte Sinaí del tríptico es prácticamente igual a la posterior Vista del monte Sinaí, y hay gran parecido entre varios elementos de la Alegoría del caballero cristiano con algunos de la Adoración del nombre de Jesús (El Escorial) y la Adoración del nombre de Jesús (Londres). 